# Nereus
Nereus (за іменем Нерей з грецької міфології) — автоматичний роботизований підводний апарат, створений співробітниками Океанографічного інституту у Вудс-Гоулі (Woods Hole Oceanographic Institution), найбільшою приватною дослідною океанографічною установою в США.
31 травня 2009 року апарат занурився на дно Маріанської западини, занурившись на глибину 10902 метри. Апарат знімав відео, зробив декілька фотографій, а також зібрав зразки відкладень на дні. Ці відкладення становлять для геологів значний інтерес, оскільки западина розташовується на місці зустрічі тектонічних плит.
Занурення 2009 стало четвертим в історії. Першим дна Маріанськой западини досяг батискаф «Трієст» в 1960 році з Жаком Пікаром і Доном Волшем на борту. Потім, в 1995 і 1998 роках, на дно западини занурювався японський автоматичний апарат «Кайко» (海沟). Враховуючи, що «Трієст» поміщений в музей, а «Кайко» був загублений під час наукової експедиції в 2003 році, Nereus вважається найглибоководнішим з апаратів, що працюють станом на 2009 рік.